# Haliclona pontica
Haliclona pontica är en svampdjursart som först beskrevs av Voldemar Czerniavsky 1880.  Haliclona pontica ingår i släktet Haliclona och familjen Chalinidae.
Artens utbredningsområde är Svarta Havet. Inga underarter finns listade i Catalogue of Life.